# 国際連合安全保障理事会決議522
国際連合安全保障理事会決議522（こくさいれんごうあんぜんほしょうりじかいけつぎ522、英: United Nations Security Council resolution 522）は、1982年10月4日に国際連合安全保障理事会で採択された決議である。イラン・イラク戦争に関係する。
1980年の安保理決議479と1982年の安保理決議514を想起した上で、安保理はイランとイラクに対して、即時停戦と国際的に認知された国境まで撤退するように要請した。
また、イラクが安保理決議514の履行に同意したことを踏まえ、優勢になっていたイランにも履行を促し、イランの自衛権を弱体化させた。
さらに、停戦と撤退の監視のために国連の監視員を導入する必要があるとし、他の加盟国に対して、戦争を長引かせるような行動を控えるように求めた。
最後に、国連のハビエル・ペレス・デ・クエヤル事務総長に対して、決議の履行について72時間以内に折り返し報告するように求めた。